# Jargulica
Jargulica (macedónul: Јаргулица) település Észak-Macedóniában, a Délkeleti körzetben, a Radovisi járásban.

## Népesség
| Lakosok száma | 764  | 839  | 627  | 650  | 743  | 777  | 811  | 818  | 628  |
|               | 1948 | 1953 | 1961 | 1971 | 1981 | 1991 | 1994 | 2002 | 2021 |

- 2002-ben 818 lakosa volt, akik közül 816 macedón és 2 török.